# Personal Fest
El Personal Fest fue un festival que se llevaba a cabo en la ciudad de Buenos Aires (Argentina).
El evento se realizó en sedes como: el Club Ciudad de Buenos Aires (2004, 2006-2009, 2017-2018), en el Dique 1 de Puerto Madero (2005) y en la sede San Martín del Club GEBA (2011-2014, 2016) ausentándose en 2010 por el Hot Festival y en 2015 en Buenos Aires. El festival se armó un renombre por la variedad musical en la grilla de artistas de cada edición (distribuidos en varios escenarios) así como por incluir diversas actividades de entretenimiento para los asistentes.

## Festival 2004
La edición del 2004 del festival se realizó los días 5 y 6 de noviembre en el Club Ciudad de Buenos Aires. Los artistas del 2004 incluyeron:
- 5 de noviembre: Primal Scream, Pet Shop Boys, PJ Harvey, The Mars Volta (con John Frusciante de los Red Hot Chili Peppers como invitado), Electric Six, Gillespie, Entre Ríos, Miranda!, Pequeña Orquesta Reincidentes, Hamacas al Río, Pornois, Interama y Ángela Tullida.

- 6 de noviembre: Morrissey, Blondie, Death in Vegas, Rinôçérôse, Soulwax, Andy Smith (Portishead band), Goran Bregović, 2 Many DJ´s, Gustavo Cerati, Virus, Adicta y Fantasmagoría.

## Festival 2005
La edición del 2005 del festival se realizó los días 2 y 3 de diciembre en el Dique 1 de Puerto Madero. El festival incluyó a:
- 2 de diciembre: Good Charlotte, Simple Minds, Macy Gray, Plastilina Mosh, Catupecu Machu, Kevin Johansen.

- 3 de diciembre: Duran Duran, Erykah Badu, The Crystal Method, Aterciopelados, Babasónicos, Adicta.

Fue realizado en un predio de Costanera Sur, con una muy pobre organización. El segundo día, las puertas abrieron 4 horas tarde, incluso más tarde del horario inicialmente anunciado para los primeros shows. Por las demoras, Duran Duran salió a escena pasadas las 2 de la madrugada, dando un show impresionante [cita requerida], enloqueciendo a los fanáticos. La distribución de los escenarios también fue mal realizada. Mientras en el escenario principal se presentaba Erykah Badu, se podía escuchar la banda del escenario adyacente, para el disgusto de la intérprete. No circulaban vendedores de bebidas por los campos de los distintos escenarios, y el personal de prevención no daba abasto para contener a las personas que se desvanecían por la deshidratación.

## Festival 2006
La edición del 2006 del festival se realizó los días 17 y 18 de noviembre en el Club Ciudad de Buenos Aires.
El festival llevó aproximadamente 55.000 personas entre las dos noches del festival. Se dividió entre el Escenario Personal Motorola como el principal, el Escenario Personal Manía y dos escenarios más chicos como Escenario Arnet y Escenario Motomix. Los artistas más importantes fueron:
- 17 de noviembre: Black Eyed Peas, Madness, The Rasmus, Carlinhos Brown, Árbol, La Portuaria.

- 18 de noviembre: New Order, Ian Brown, The Bravery, Emmanuel Horvilleur.

## Festival 2007
La edición del 2007 del festival se realizó entre el 7 y el 8 de diciembre en el Club Ciudad de Buenos Aires. Los artistas presentes fueron:
- 7 de diciembre: Snoop Dogg, B Real, Tego Calderón, Dante Spinetta, Vicentico, Phoenix, The Dandy Warhols, Datarock, CocoRosie, Gotan Project, Fischerspooner.

- 8 de diciembre: Chris Cornell, Happy Mondays, Luis Alberto Spinetta, Monkey Business, Cultura Profética, Los Cafres, Fito Páez, Ed Motta, Kid Koala, Austin TV.

Hot Chip tocó el 2 de noviembre.  (enlace roto disponible en Internet Archive; véase el historial, la primera versión y la última).

## Festival 2008
La edición del 2008 del festival se realizó los días 31 de octubre y 1 de noviembre nuevamente en el Club Ciudad de Buenos Aires. Aunque primeramente tuvo una Fiesta de lanzamiento el 18 de octubre en La Trastienda, con The Klaxons dándole la bienvenida al evento.
Luego de continuas desorganizaciones y tres cambios de alineaciones por parte de los organizadores y de la empresa que vende las entradas, el cartel definitivo del festival estuvo conformado de la siguiente manera:
- 31 de octubre: The Offspring, Jesus & Mary Chain, Spiritualized, !!!, Four Tet, Nação Zumbi, Uffie & Feadz, The Draytones, Massacre, Los Pericos, Los 7 Delfines, Bicicletas, El Canto del Loco, Virgin Pancakes, Alai.

- 1 de noviembre: REM, Kaiser Chiefs, Bloc Party, The Mars Volta, Emmanuel Horvilleur, Leo García, Mole, Zeta (DJ set), No Lo Soporto, Valeria Gastaldi, Javiera Mena, Rosal, Coiffeur, Banda de Turistas.

## Festival 2009
La edición del 2009 del festival se realizó los días 16 y 17 de octubre nuevamente en el Club Ciudad de Buenos Aires. El cartel definitivo del festival estuvo conformado de la siguiente manera:
- 16 de octubre: Pet Shop Boys, Nile Rodgers & Chic, Leo García, Estelares, Cuentos Borgeanos, Súper Ratones, Zero 7, Plastilina Mosh, Tahiti 80, Victoria Mil, Pat Coria y los Susceptibles.

- 17 de octubre: Depeche Mode, Justin Robertson, Banda de Turistas, Volador G,The Killers Café Tacuba, Spanish Bombs (tributo a The Clash), La Portuaria, No lo Soporto, Pánico Ramírez, RockHudson (RH+).

Este festival se organizó alrededor del concierto planificado para Depeche Mode en dicha locación. No estaba aún organizado el Festival al momento de la venta de entradas para Depeche Mode.

## Festival 2011
Luego de ausentarse por el Hot Festival 2010, vuelve el Personal Fest 2011 que se llevó a cabo los días 4 y 5 de noviembre, en la sede San Martín del Club GEBA. Las bandas participantes se repartieron en ambas fechas de la siguiente manera:
- 4 de noviembre: The Strokes, Beady Eye, Goldfrapp, Broken Social Scene, White Lies, Toro y Moi, Zolvein Vixon y la participación de artistas nacionales como Oliva, Lola Molina, Isla de los Estados, Lucas Martí, 107 Faunos, Poncho.

- 5 de noviembre: Sonic Youth, Calle 13, INXS, Damian Marley, The Kills, La Mala Rodríguez, Soldiers of Jah Army, Francisca Valenzuela y la participación de artistas nacionales como Airbag, Massacre, Timaias, Él Mató a un Policía Motorizado, Eruca Sativa, No lo Soporto, Tony 70, Indios. MGMT

El festival tuvo un "opening" el día 2 de octubre con Lenny Kravitz y Beto Cuevas en la sede Dorrego del Club GEBA.
Durante la segunda fecha, y debido a inconvenientes con los horarios por parte de los organizadores, la performance de Sonic Youth fue cortada antes de los bises, dejando a la banda sin poder tocar Teen Age Riot, canción que figuraba en la lista oficial de temas como cierre del recital.

## Festival 2012
La edición 2012 del Personal Fest se llevó a cabo los días 1 y 2 de diciembre en Club GEBA. Las bandas participantes se repartieron en ambas fechas de la siguiente manera:
- 1 de diciembre: Kings of Leon, Babasonicos, Natalia Lafourcade, Él Mato a un Policía Motorizado, Juanse, Airbag, Érica García, The Virgins, The Cribs, Divine Fits, Virginia da Cunha, James Murphy. Lady Gaga

- 2 de diciembre: Molotov, Dread Mar-I, Nairobi, Fiona Apple, Illya Kuryaki & The Valderramas, Little Boots, Dirty Projectors, Soldiers of Jah Army, Festa Bros, Clap Your Hands Say Yeah, Walter Domínguez.

## Festival 2013
La edición 2013 se llevó a cabo los días 12 y 13 de octubre en Club GEBA.
- 12 de octubre: Aerosmith, Whitesnake, Band Of Skulls, Buckcherry, P!nk , Bruno MarsDraco Rosa, Juanse, Utopians, Walter Domínguez.

- 13 de octubre: Muse, Jane's Addiction, Albert Hammond Jr, Mistery Jest, Kashmir, Miranda!, Airbag, Ser.

## Festival 2014
La edición 2014 se llevó a cabo los días 8 y 9 de noviembre en Club GEBA. En esta edición se celebraron los 10 años del festival.
- 8 de noviembre: Arctic Monkeys, The Hives, James McCartney, Echo & The Bunnymen, Boom Boom Kid, Maxi Trusso, La Armada Cósmica, Walter Domínguez.

- 9 de noviembre: MGMT, Calle 13, Molotov, Kumbia Queers, Lucas Marti, Morcheeba, Intrépidos Navegantes, Nairobi, Sig Ragga, Jean Jaurez.

## Festival verano 2015
Este festival de verano tuvo la particularidad de realizarse simultáneamente en dos ciudades al mismo tiempo, transmitiéndose por pantalla gigante vía satelital.
- 24 de enero, Córdoba: Miranda!, Coti Sorokin, Iceberg del sur, y simultáneamente en la provincia de Buenos Aires: Illya Kuryaki & The Valderramas, Maxi Trusso, Cirse.

- 8 de febrero, Mendoza: Tan Biónica, Coche y Las Piranias, y simultáneamente en la provincia de Santa Fe: Estelares, Intrépidos Navegantes. Katy Perry,Modest Mouse , The Strokes

- 19 de febrero, Salta: Calle 13, Ser Pop, y simultáneamente en la provincia de Corrientes: Airbag, La Armada Cósmica.

## Festival verano 2016
- 22 de enero, Mar del Plata (suspendido)

- 30 de enero, Córdoba

- 4 de febrero, Corrientes

- 8 de febrero, Salta

- 13 de febrero, Mendoza: Babasónicos

- 20 de febrero, Buenos Aires

## Festival 2016
Luego de ausentarse en Buenos Aires en 2015, vuelve el Personal Fest 2016 que se llevó a cabo los días 22 y 23 de octubre en Club GEBA:
- 22 de octubre: Andrés Calamaro, Richard Ashcroft, The Magic Numbers, Jamie Cullum, Sofía Reyes, Breakbot, Octafonic, Meteoros, LeMans, Richard Coleman, Vetamadre, Será Pánico, Lucas Martí, Walter Domínguez, Experimento Negro, Smile, Femina, Nico Domini, Agustín Almeyda, Olivia Viggiano, Dylan Kifkfy.

- 23 de octubre: No Te Va Gustar, The Kooks, Cypress Hill, The Strypes, Mystery Jets, Stone Giant, Los Brujos, Marilina Bertoldi, Tristemente Célebres, Smooth Ends, Buenas Tardes, Abril Sosa, Mahatma Dandys, Antiflash, Pobre de Ustedes, Suena Supernova, Planeador Lux, Cher Lloyd, Ángela Torres, Rock & Walsh, Kuff & Links.

## Festival 2017
Los días 11 y 12 de noviembre vuelve al Club Ciudad de Buenos Aires después de 8 años, donde el primer día reunió a más de 25 mil espectadores, artistas como:
- 11 de noviembre: Jack Johnson, Paramore, SOJA, La Mala Rodríguez, Little Jesus, Turf, Klub, Mexrrissey, Illya Kuryaki & The Valderramas.

- 12 de noviembre: Fatboy Slim, Phoenix, Los Fabulosos Cadillacs, PJ Harvey, Seu Jorge, The Black Angels, Daughter, Whitney, Neon Indians, Homeshake.

## Festival 2018
- 6 de octubre, Córdoba: Cypress Hill, Molotov, Airbag, Vanthra, Louta, XXL Irione, Usted Señálemelo, Rayos Láser, On Off.

- 8 de noviembre, Asunción: Robbie Williams, Los Auténticos Decadentes, Indios.

- 10 de noviembre, Buenos Aires: Robbie Williams, Zoé, Mercury Rev, Rob Da Bank, Airbag, Leo García, Indios, Satélite 23, Usted Señálemelo, Rayos Láser, Hipnótica, Julio Franchi, Nidos, La Femme D'Argent, Potra, Hembro, Ainda Dúo, Guli, On Off, Divídalo. (SUSPENDIDO)

- 11 de noviembre, Buenos Aires: Lorde, MGMT, Death Cab for Cutie, Warpaint, Deerhunter, Vanthra, Richard Coleman, Connan Mockasin, Cuco, Gus Dapperton, Juan Ingaramo, Ibiza Pareo, Valdés, Las Luces Primeras.